# 鳴子ラジオ中継局
鳴子ラジオ中継局（なるこラジオちゅうけいきょく）は、宮城県大崎市の旧玉造郡鳴子町内にあるNHK仙台放送局と東北放送（tbc）の中波放送中継局の総称。送信施設としての名称は、NHKが鳴子ラジオ中継放送所、tbcが東北放送ラジオ鳴子送信所である。

## 概要
- 当中継局は、大崎市の鳴子温泉地区にあり、県北西部の広範囲に電波を発射しているが、NHKラジオ第2放送は、当地に中継局を置いていない。

## 中継局概要
| 放送局名         | 呼出符号 | 周波数  | 空中線電力 | 放送対象地域 | 放送区域内世帯数 | 開局年月日     |
| NHK仙台ラジオ第1 | なし     | 1161kHz | 100W       | 宮城県       | 約-世帯          | 1962年12月28日 |
| tbc東北放送      | なし     | 1557kHz | 100W       | 宮城県       | 約-世帯          | 1963年1月6日   |

- tbcの呼出符号はJOIEであったが、廃止された。

### 中継局所在地
- NHK…宮城県大崎市鳴子温泉字末沢
- tbc…宮城県大崎市鳴子温泉字尿前

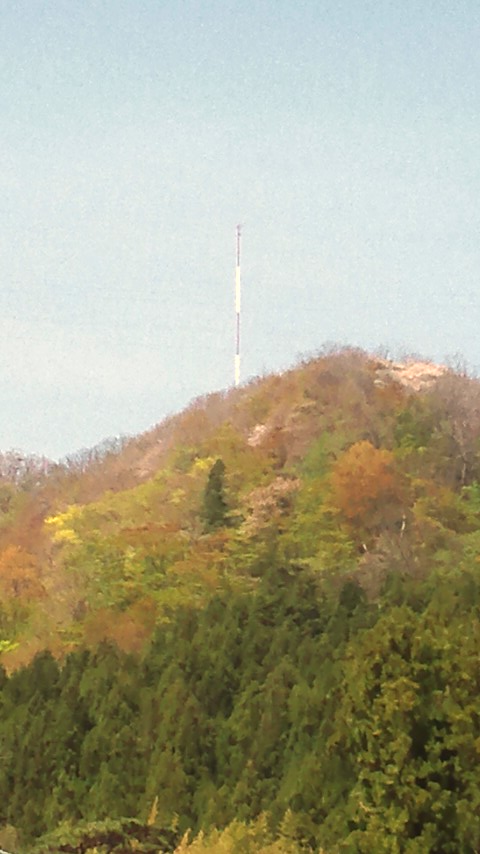
NHK鳴子ラジオ中継放送所送信塔遠景（2013年5月）
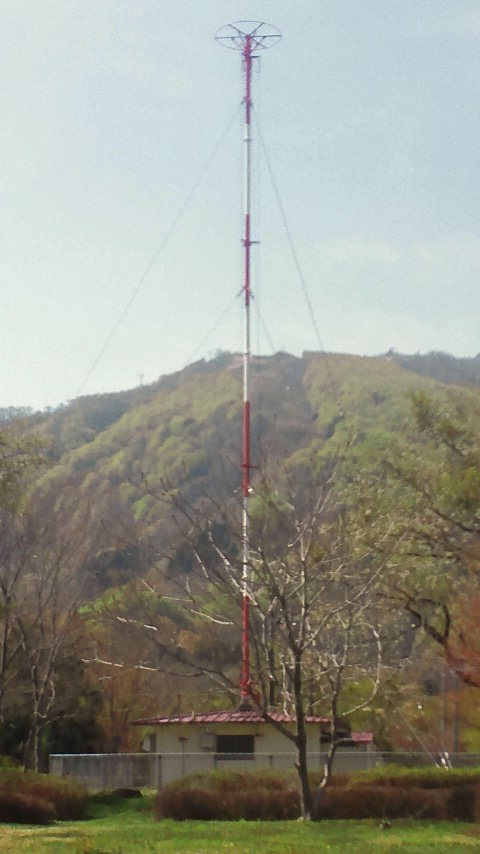
tbc鳴子ラジオ中継放送所送信塔全景（2013年5月）
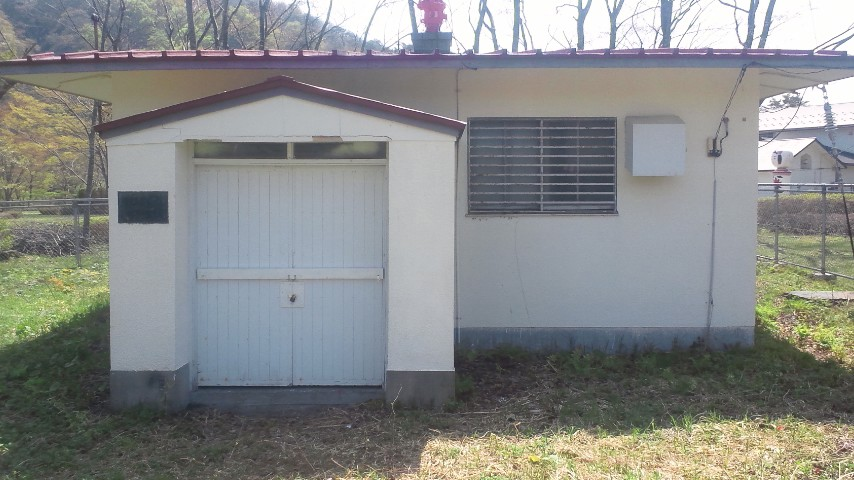
tbc鳴子ラジオ中継放送所局舎（2013年5月）